# A Origem dos Bebês segundo Kiki Cavalcanti
A Origem dos Bebês Segundo Kiki Cavalcanti é um curta-metragem de 1995 dirigido por Anna Muylaert.

## Sinopse
Comédia de costumes sobre a vida amorosa de um casal não muito amoroso, visto pela ótica infantil de sua filha de seis anos, Kiki Cavalcanti.

## Elenco[2]
| Elenco Original          | Elenco Original    |
| Ator                     | Papel              |
| ------------------------ | ------------------ |
| Beatriz Botelho          | Kiki Cavalcanti    |
| Marisa Orth              | Celeste Cavalcanti |
| André Abujamra           | Cavalcanti         |
| Caíque Benigno           | Paulo Cavalcanti   |
| Etty Fraser              | Diretora Patrícia  |
| Patrícia Gasppar         | Cida               |
| Ana Olivia Seripieri     |                    |
| Leonardo Sierra Monteiro |                    |